# Вечерний звон (фильм)
«Вечерний звон» — российский художественный фильм Владимира Хотиненко, Владимира Морозова и Александра Светлова по книге Юрия Лужкова «Мы дети твои, Москва».

## История создания фильма
Книга Юрия Лужкова «Мы дети твои, Москва» была выпущена издательством «Вагриус» в 1996 году. Осенью 1999 года она была переведена на китайский язык, к дням Москвы в Пекине. Права на экранизацию детских воспоминаний Лужкова были приобретены продюсером Александром Михайловым сразу после выхода книги, в 1996 году. Фильм сделан как часть проекта, задуманного Роланом Быковым. Быков собирался экранизировать воспоминания о детстве выдающихся людей разных поколений. Уже после смерти Быкова проект был реализован в виде трилогии: двумя первыми частями стали короткометражный фильм «Мы дети твои, Москва. Детство» и документально-художественный «Мы дети твои, Москва. Праздник» о 850-летии столицы. Полнометражный фильм «Вечерний звон» завершил цикл.
Снимать картину взялся Владимир Хотиненко, но работа над фильмом затянулась, съёмки продолжались пять лет, а у Хотиненко были обязательства перед другими студиями. Завершали проект режиссёры Владимир Морозов и Александр Светлов. Всё равно не удалось снять весь намеченный материал, было снято около 80 % от задуманного. Остальное компенсировали специально написанным закадровым текстом.

## Сюжет
Фильм снят ретроспективно. К молодому успешному российскому режиссёру (Евгений Миронов) приходит несколько чудаковатый и несовременный сценарист (Евгений Стеблов). Сценариста «утвердил» всемогущий продюсер, который остаётся за кадром. Поначалу режиссёра раздражает диктат продюсера, но постепенно он проникается интересом к новому знакомому. Сценарист рассказывает о годах своего послевоенного дворового детства на окраине, и режиссёр всё отчётливее чувствует связь с тем далёким временем, постепенно нащупывая идею будущего фильма.

## В ролях
| Актёр            | Роль              |
| ---------------- | ----------------- |
| Евгений Стеблов  | сценарист         |
| Евгений Миронов  | режиссёр          |
| Александр Балуев | оператор картины  |
| Сергей Фетисов   | следователь       |
| Сергей Паршин    | отец Коляна       |
| Миша Филипчук    |                   |
| Валерий Прохоров | пожарный Петрович |
| Виктор Смирнов   | участковый Брит   |
| Нина Усатова     |                   |
| Анна Жилина      | Кнопка            |

## Съёмочная группа
- Авторы сценария: Павел Финн, Владимир Морозов
- Режиссёры: Владимир Хотиненко, Владимир Морозов, Александр Светлов
- Оператор: Владимир Шевцик
- Художник: Владимир Юшин

## Прокат фильма
Первый показ картины «Вечерний звон» состоялся в 26 марта 2004 года на фестивале российского кино в Риге. В России фильм был показан значительно позже — премьера прошла в августе 2004 года в Выборге на кинофестивале «Окно в Европу». 11 сентября 2004 года на канале НТВ состоялась телепремьера фильма.
Авторы фильма подчёркивают, что их произведение не экранизация, а фильм по мотивам, точнее по впечатлениям от рассказов Ю. М. Лужкова и отрицают, что один из мальчишек, Егорка в кожаной кепке, одетой задом-наперёд, это Лужков в детстве, а лирический герой Евгения Стеблова (сценарист) — это тоже московский мэр, только в наши дни.